# Еламанов, Бекмырза Кайыпулы
Бекмырза Кайыпулы Еламанов (каз. Бекмырза Қайыпұлы Еламанов, род. 1 января 1950 года, станция Коркыт-Ата, Кармакчинский район, Кзыл-Ординская область, Казахская ССР) — казахстанский государственный деятель, депутат сената парламента Казахстана (2014—2020).

## Биография
Окончил Алма-Атинский зооветеринарный институт по специальности «Учёный-зоотехник» в 1974 году, Кызылординский филиал Московского института дистанционного образования по специальности «Экономист» в 2000 году.
1966—1969 гг. — слесарь Кармакшинского СПТУ-149.
1974—1983 гг. — зоотехник, главный зоотехник Кармакчинской межколхозной откормплощадки, бригадир, главный зоотехник РСХО в колхозе «III Интернационал», бригадир откормплощадки.
1983—1984 гг. — инструктор Кармакчинского райкома партии.
1984—1987 гг. — секретарь парткома колхоза «III Интернационал».
1987—1990 гг. — директор совхоза «Куандарьинский».
1990—1993 гг. — заместитель председателя, председатель Кармакшинского районного совета народных депутатов.
1994—1995 гг. — председатель колхоза «III Интернационал».
Октябрь 1995 — сентябрь 2001 г. — аким Кармакшинского района.
Сентябрь 2001 — июнь 2004 г. — директор ТОО «Шапагат».
Июнь 2004 — август 2008 г. — заместитель акима Кызылординской области.
Август — ноябрь 2008 г. — начальник управления сельского хозяйства Кызылординской области.
Ноябрь 2008 — октябрь 2014 г. — аким Жанакорганского района.
2012—2014 гг. — депутат, секретарь маслихата Кызылординской области.
С октября 2014 по 2020 г. — депутат сената парламента Республики Казахстан от Кызылординской области. Член комитета по экономической политике, инновационному развитию и предпринимательству (с 17 октября 2014 года), комитета по аграрным вопросам, природопользованию и развитию сельских территорий (с 4 сентября 2017 года).

## Награды
- Орден «Парасат» (2017)[3]
- Орден «Курмет» (2007)[1]
- Медаль «Астана» (2001)[1]
- Медаль «10 лет Конституции Республики Казахстан» (2005)[1]
- Медаль «За укрепление парламентского сотрудничества» (13 октября 2017 года, Межпарламентская ассамблея СНГ) — за особый вклад в развитие парламентаризма, укрепление демократии, обеспечение прав и свобод граждан в государствах — участниках Содружества Независимых Государств[4]
- Памятный знак «МПА СНГ. 25 лет» (27 марта 2017 года, Межпарламентская ассамблея СНГ) — за содействие в деятельности Межпарламентской Ассамблеи и её органов[5]
- Почётная грамота Совета МПА СНГ (24 ноября 2016 года, Межпарламентская ассамблея СНГ) — за активное участие в деятельности Межпарламентской Ассамблеи и её органов, вклад в укрепление дружбы между народами государств — участников Содружества Независимых Государств[6]